# Andrei Cornea (canotor)
Andrei Cornea (n. 10 noiembrie 1999, Vatra Dornei, Suceava, România) este un canotor român, medaliat cu aur la Paris 2024.

## Carieră
Sportivul s-a apucat de canotaj la Clubul Sportiv Nicu Gane din Fălticeni. La seniori a reprezentat România pentru prima dată la Campionatul European din 2020 în proba de patru vâsle.
La Campionatele Europene din 2024 a format pentru prima oară o echipă cu Marian Enache la dublu vâsle. La Seghedin ei au câștigat titlul european. În același an au participat la Jocurile Olimpice de la Paris unde au cucerit medalia de aur în proba de dublu vâsle în fața bărcii Țărilor de Jos.
În 2024 el a fost distins cu Ordinul Meritul Sportiv clasa I. Din 2025 este cetățean de onoare al Craiovei.